# 가니에성
가니에성(일본어: 蟹江城 가니에조[*])은 아이치현 아마군 가니에정에 있었던 성이다. 가니에 전투로 널리 알려진 성이다.

## 역사
무로마치 시대 ~ 아즈치모모야마 시대
무로마치 시대인 1429년 무렵 호조 도키토가 성채를 축성했다고 한다. 센고쿠 시대에 들어서면서 3중의 해자를 가진 성으로 변모해 마에다 성, 오노 성, 시모이치바 성을 지성으로 두었다. 1560년 오케하자마 전투가 있을 무렵에는 이마가와 가문(今川氏)의 세력권에 있다가, 이후 오다 측의 사쿠마 가문(佐久間氏)의 거점이 된다. 1574년 오다 노부나가의 나가시마 일향문도와의 전투에서는 주요 거점으로 자리 잡아 이곳에서 나가시마로 출격하는 배가 정박했다고 한다.1584년 고마키·나카쿠테 전투의 일환으로 가니에 전투가 벌어졌다. 이 전투에서 하시바 히데요시 측에 가담한 다키가와 가즈마스가 사쿠마 가문이 없는 틈을 타 성을 관리하고 있던 마에다 나가사다를 설득해 무혈입성하였지만, 곧 오다·도쿠가와 군의 공격을 받고 성이 함락되었다. 이후, 히데요시는 전략을 바꾸어 오다 측의 이가, 이세를 공격해 오다 노부카쓰와 화의를 맺은 후, 도쿠가와 이에야스를 책략으로 굴복시켰다. 성은 1585년 일어난 덴쇼 지진으로 대부분 붕괴된 후, 폐성되었다.

## 전승
가니에 전투가 있을 때, 성안 병사들은 차죽을 먹었다는 일화가 전해져 오고 있다.

## 관광
교통
- JR 도카이 가니에역에서 하차, 도보로 15분 소요.

주변 문화시설 및 관광명소
- 요시카와 에이지의 시비
- 도미요시타테하야시 신사·핫켄샤
- 오와리 온천

## 같이 보기
- 고마키·나가쿠테 전투